# Mya priapus
Mya priapus är en musselart som först beskrevs av Wilhelm Gottlieb von Tilesius von Tilenau 1822.  Mya priapus ingår i släktet Mya och familjen sandmusslor. Inga underarter finns listade i Catalogue of Life.